# آورو اویس
آورو اویس (به انگلیسی: Avro Avis) یک هواپیمای ساختِ کارخانهٔ آورو در کشور بریتانیا است. این هواپیما در ۱۹۲۴ میلادی نخستین پرواز خود را انجام داد.